# Dixieland
Dixieland (New Orleans Jazz) je prvi stil u džezu koji dobiva naziv po gradu u kojemu je nastao. Stvorili su ga crni i kreolski glazbenici ujedinjujući elemente bluza i ragtimea s tradicijom puhačkih orkestara.

## Povijest
Sama riječ jazz pojavljuje se s ovim stilom, kada je nastala prva snimka Original Dixieland Jazz Banda. Ploča je prodana u više od milijun primjeraka i emitirale su je brojne radijske postaje. Ključne osobe za razvoj stila su bile: Buddy Bolden (kornetist), Freddie Keppard (kornetist), Joe Oliver (trubač), Kid Ory (trombonist) i Papa Jack Laine (bubnjar). Stil se kasnije proširio diljem Sjedinjenih Država, a nova središta su postali Chicago i New York. 
New Orleans se smatra kolijevkom džeza. Na prijelazu stoljeća bio je glavna luka i veliki kulturni i trgovački centar kozmopolitskog karaktera. Različita populacija je obuhvaćala Afrikance, Francuze, Španjolce, Kreolce, Portugalce, Talijane i Engleze. Različitost populacije odražavala se u bogatom glazbenom životu. U to vrijeme New Orleans je imao operu i njegovao je simfonijsku, komornu glazbu, folk, popularnu, plesnu, crkvenu glazbu svih vrsta. Bio je to najglazbeniji grad tadašnje Amerike. 
Tipični New Orleans Jazz izvodila je mala grupa, combo, od 5 do 8 svirača. Osnovna značajka stila je grupna improvizacija. Glavna melodijska glazbala bili su trublja, klarinet, trombon, koji su istodobno improvizirali različite melodije. Njih je podržavala ritam sekcija (gitara ili bendžo, kontrabas ili tuba, klavir i bubnjevi). Teme improvizacija često su bile poznate melodije marševa, crkvenih pjesama, ragtimea ili bluesa. 
Najpoznatiji glazbenik New Orleans džeza je Louis Armstrong.